# Grevskabet Nice
Grevskabet Nice var en administrativ opdeling under Savoyen. Det blev skabt i 1388, da Nice blev en del af Savoyen under navnet Terres neuves de Provence. Det var først i 1526, at det officielt fik navn af grevskab.

## Historie

### Oprettelse
Grevskabet opstod på grundlag af:
- Viguerie de Nice
- Viguerie du val de Lantosque
- Viguerie de Puget-Théniers
- Viguerie de Barcelonnette

Og blev afløst af Division de Nice.

## Geografi
Grevskabet dækker cirka det område, som udgør den del af departementet Alpes-Maritimes øst for floden Var.

### Demografi
I 1755 blev der afholdt en folketælling i grevskabet, der viste, at der boede omkring 53.700 i området. Og at der var 31 byer:
| By                                                                  | indbyggertal |
| ------------------------------------------------------------------- | ------------ |
| Nice                                                                | 16.500       |
| Sospel                                                              | 4.100        |
| Villefranche (som også bestod af Beaulieu og Saint-Jean-Cap-Ferrat) | 3.500        |
| St-Etienne-de-Tinée                                                 | 2.300        |
| La Brigue                                                           | 2.100        |
| Saorge                                                              | 1.900        |
| Breil                                                               | 1.400        |
| Utelle                                                              | 1.350        |
| St-Martin-Vésubie                                                   | 1.300        |
| Roquebillière                                                       | 1.300        |
| La Tour                                                             | 1.300        |
| Puget-Théniers                                                      | 1.250        |
| Tende                                                               | 1.200        |
| Aspremont                                                           | 1.000        |
| Contes                                                              | 1.000        |
| L’Escarène                                                          | 1.000        |
| Isola                                                               | 1.000        |
| Levens                                                              | 1.000        |
| Valdeblore                                                          | 900          |
| Belvédère                                                           | 850          |
| Peille                                                              | 800          |
| Beuil                                                               | 750          |
| Clans                                                               | 750          |
| St-Dalmas-le-Selvage                                                | 700          |
| Tourrette-Levens                                                    | 700          |
| Châteauneuf                                                         | 700          |
| Villars                                                             | 650          |
| Eze                                                                 | 600          |
| Lucéram                                                             | 600          |
| Péone                                                               | 600          |
| La Turbie                                                           | 600          |

## Kultur
Grevskabet Nice trækker spor helt op til moderne tid, idet området er udgangspunktet for den lokalpatriotisme, som findes i Nice og som bl.a. giver sig udslag i forskellige forsøg på at fastholde de folkelige traditioner som: Sprog, musik og de kulinariske traditioner.